# Мозак афродизијак
Мозак афродизијак је позоришна представа коју је режирала Снежана Тришић према адаптацији Игора Бракуса.
Премијерно приказивање било је 3. априла 2007. године у омладинском позоришту ДАДОВ.

## Радња
Прича о друштвеном хаосу које су донеле и наслеђу деведесетих.
Ликови у представи су под директним утицајем наслеђа овог периода. Непрестано трагају за новом сензацијом и својим тренутком славе, што доводи до најразличитијих апсурдних ситуација.

## Улоге
| Лица | Глумци            |
| ---- | ----------------- |
|      | Никола Глишић     |
|      | Дејан Младеновић  |
|      | Драгана Марковић  |
|      | Филип Трајковић   |
|      | Јана Милосављевић |
|      | Лука Табашевић    |
|      | Милан Обрадовић   |
|      | Милош Биковић     |
|      | Немања Стаматовић |